# Dave Fedor
Samuel David Fedor, detto Dave (10 dicembre 1940), è un ex cestista statunitense, professionista nella NBA.

## Carriera
Venne scelto al terzo giro del Draft NBA 1962 (23ª scelta assoluta) dai San Francisco Warriors. Giocò 7 partite con i Warriors nel 1962-63, segnando 0,9 punti in 3,9 minuti di media.